# 自由落下
自由落下（じゆうらっか、英: free fall）とは、物体が空気の摩擦や抵抗などの影響を受けずに、重力の働きだけによって落下する現象。真空中での落下。重力以外の外力が存在しない状況下での運動のことである。人工衛星や月、地球などの天体の運動がこれにあたる。一様な重力が働く状況下において初速ゼロで運動を開始した物体の等加速度直線運動のことを特に自由落下と呼び、初速度をもって運動する斜方投射などと区別することがある。

## 一様重力下での自由落下運動（落体の法則）

自由落下

地表付近の十分に狭い空間内にある物体は、その位置に関係無く一定の重力を受けると考えることができる。このような物体の自由落下運動は、鉛直方向下向きに一定の重力加速度 g で加速する運動と考えることができる。
鉛直方向上向きに{\displaystyle z}軸をとり、運動を開始する位置を {\displaystyle z=0} とする。物体を {\displaystyle zx} 平面内で投射角 {\displaystyle \theta }、初速 {\displaystyle v_{0}} で投げ上げた場合、速度及び位置は、真空中若しくは空気の抵抗を無視した場合、
- 速度

{\displaystyle v_{x}=v_{0}\cos \theta }
{\displaystyle v_{z}=-gt+v_{0}\sin \theta }
- 位置

{\displaystyle x=v_{0}t\cos \theta }
{\displaystyle z=-{\frac {1}{2}}gt^{2}+v_{0}\sin \theta \cdot t}
となる。この物体の軌跡は放物線となる。
物体を初速度ゼロで静かに落下させた場合の等加速度直線運動は、この特殊な場合と言える。逆に、放物運動を水平方向の等速直線運動と自由落下（鉛直方向の等加速度直線運動）の合成とする説明もなされる。これらの自由落下に関する事柄は「落体の法則」と呼ばれることがある。

### 大気中での落下運動

空気抵抗を伴った自由落下

物体が大気中を運動する場合は空気抵抗を受けるため、厳密には自由落下とは呼べない。にもかかわらず、物体の落下運動が明らかに空気抵抗の影響を受けている場合でも自由落下と呼ぶことがある。落下する物体が空気抵抗を受ける場合、空気抵抗は物体の密度に反比例し、回転や形状や気流によっても異なり、下部表面積や速度に比例するため、無限の時間が経過すれば空気抵抗と重力が釣り合って等速運動となる。このときの速度を終端速度という。物体の運動速度が終端速度に比べて十分に小さい場合、例えば実験室中でおもりの落下運動を観察する場合などは、空気抵抗を無視して自由落下と考えて差し支えない。
空気抵抗を受けながら自由落下する物体の落下速度及び位置（高度）は、落下速度を {\displaystyle v_{y}}、高度を {\displaystyle y} とすると次のようになる。ただし落下速度、高度ともに鉛直上向きを正とする。
{\displaystyle {\begin{aligned}ma_{y}&=-kv_{y}-mg\\v_{y}&=\left(v_{y0}+{\frac {m}{k}}g\right)e^{-kt/m}-{\frac {m}{k}}g\\y&=-{\frac {m}{k}}\left[\left(v_{y0}+{\frac {m}{k}}g\right)\left(e^{-kt/m}-1\right)+gt\right]+y_{0}\end{aligned}}}
{\displaystyle y_{0}} は物体の初期高度、{\displaystyle v_{y0}} は初速度、{\displaystyle m} は質量、{\displaystyle k} は空気抵抗係数である。
終端速度 {\displaystyle v_{y\infty }} は {\displaystyle v_{y}} の極限をとることで求められる。
{\displaystyle v_{y\infty }=\lim _{t\to \infty }v_{y}=-{\frac {m}{k}}g}

## 天体の運動
月がなぜ地表に落ちてこないのか、という疑問に対して、月は地球に向かって落下しつづけているのだという回答を与えたのはアイザック・ニュートンである。このような天体の運動も、重力（万有引力）の影響しか受けていない運動なので自由落下である。もちろんこれは地球にも言えることであり、「地球は常に太陽に向かって落下しつづけている」ということになる。また、重力は片方がもう片方を一方的に引き寄せる力ではなく、相互に引き合う力である。従って地球もまた月に向かって落下している、ということになる。ただ、月よりも地球の質量が大きいために、地球が月を引き寄せる要素のほうが相対的に大きい。
通常、天体や人工衛星の運動を記述するには軌道要素を用いる。

## 自由落下の利用
自由落下は重力の影響しか受けないため、加速度は物体の質量に依存しない。そのため自由落下する箱と内部にある物体は同じ加速度のもと運動するため、箱内部の観測者にとっては無重力状態となる。これはあくまで理想的な状態の場合で、実際には微小重力状態である。人類が微小重力を得るための有効な方法は現在のところ自由落下のみである。自由落下により微小重力を得る地上施設が存在するほか、航空機や宇宙船も利用される。国際宇宙ステーションも微小重力下での研究を目的の一つとしている。
微小重力下では、水と油など地上では混ざり合わないもの同士が分離せず混合するため、新素材の開発に利用される。またタンパク質などの結晶が地上よりも容易に大きく成長するため、医療のための研究にも利用される。地球周回軌道にある宇宙船内部では、長期間にわたり微小重力状態を維持できるため、生物が長期間、あるいは数世代に渡って微小重力に晒されたときの影響を研究する目的で利用される。このような研究は、将来人類が長期間宇宙で活動することを視野に入れたものでもある。
絶叫マシンのフリーフォールは、落下するスリルと落下時の無重力状態を楽しむための遊具である。
上述の「天体の運動」の項目で述べた通り、地球もまた自由落下する物体である。従って地球上にいる人間も無重力状態にある。ただし地球の重力を除いてであるが。よって地球上の人間は地球の重力を感じる事はあっても、地球以外の天体の重力を感じる事は無い、という事になる。そして、実際には理想的な自由落下ではないので、正確に言えば微小重力状態であるのも同様である。微小重力の影響が無視できない端的な現象として、月の重力による潮汐が挙げられる。